# Liste de personnalités liées à Göteborg
Pour un article plus général, voir Göteborg.

La liste répertorie des personnalités ou groupes de personnes liées à la ville de Göteborg : 
- Ace of Base, groupe de pop
- At the Gates, groupe de melodic death metal
- Avatar, groupe de melodic death metal
- Daniel Alfredsson, hockeyeur
- Marcus Allbäck, footballeur
- Kent Andersson, acteur et poète
- Sarah Assbring, musicienne, chanteuse
- Leila K, chanteuse
- Klas Pontus Arnoldson, journaliste, politicien, lauréat du prix Nobel
- Kurt Atterberg, compositeur
- Thommy Berggren, acteur
- Karin Boye, poète et romancière
- William Chalmers, commerçant et directeur de la Compagnie suédoise des Indes Orientales, fondateur de l'Université technologique de Chalmers
- Ivo Cramer, danseur, chorégraphe
- Dark Tranquillity, groupe de death metal
- Deathstars, groupe de rock industriel
- Dubmood, chipmusicien et compositeur
- Mattias Eklundh, fameux guitariste moderne
- Ulf Ekman, pasteur pentecôtiste converti au catholicisme
- Jan Eliasson, diplomate, président du conseil général de l'ONU
- Loui Eriksson, joueur de hockey
- In Flames, groupe de death metal
- Marianne Fredriksson, romancière
- Anders Fridén, chanteur et fondateur du groupe In Flames
- Anders Frisk, arbitre de football
- Emma Green, athlète (saut en hauteur)
- Gunnar Gren, footballeur
- Rune Gustafsson, guitariste jazz
- August Hagborg, peintre
- HammerFall, groupe de power metal
- Lars Hanson, acteur
- Bo Hansson, musicien
- Hardcore Superstar, groupe de sleaze/thrash/glam
- The Haunted, groupe de thrash/death
- Håkan Hellström, chanteur
- Zeth Höglund, militant communiste
- Bernt Johansson, coureur cycliste
- Mathilde Johansson, tenniswoman française
- Ingemar Johansson, boxeur, champion du monde en poids lourd en 1959
- Ana Johnsson, chanteuse
- Herbert Jacobsson, homme d'affaires
- PewDiePie, youtubeur
- Leif Knudsen, peintre et lithographe
- Laleh Pourkarim, chanteuse et musicienne
- Nisse Lätt, anarchiste
- Jens Lekman, musicien, chanteur
- Bengt Lidner, poète
- Adam Lindgren, joueur esport
- Little Dragon, groupe de downtempo
- Mikael Ljungberg, lutteur
- Adam Lundgren, acteur
- Nils Nilsson, artiste peintre
- Torbjörn Nilsson, footballeur
- Christian Olsson, athlète (triple saut)
- Stefan Olsdal, membre du groupe Placebo
- Helena Paparizou, chanteuse (gagnant de le concours Eurovision de la chanson l'année 2005)
- Viktor Rydberg, auteur
- Stellan Skarsgård, acteur
- Agne Simonsson, footballeur
- Patrik Sjöberg, athlète (saut en hauteur)
- Soilwork, groupe de death metal
- The Spotnicks, groupe de rock instrumental
- Wilhelm Stenhammar, compositeur
- Gideon Ståhlberg, joueur d'échecs
- Bengt Strömgren, astronome
- Evert Taube, poète, compositeur et chanteur
- Sofia Talvik, musicienne et auteure-compositrice
- Tord Tamerlan Teodor Thorell, arachnologiste
- Louise Tilleke, artiste plasticienne
- Björn Ulvaeus, compositeur, membre du groupe ABBA
- Alicia Vikander, actrice
- Ulf Wakenius, musicien
- Dead By April, groupe de metalcore
- Anna von Hausswolff, chanteuse, organiste
- Mikkey Dee, batteur du groupe Scorpions
- José González, chanteur
- Rekkles, joueur esport
- Gunnel Lindblom (1931-2021), actrice de cinéma.

- Hanna Winge (1838-1896) peintre et artiste textile